# Homoneura furvilineola
Homoneura furvilineola är en tvåvingeart som beskrevs av Kim 1994. Homoneura furvilineola ingår i släktet Homoneura och familjen lövflugor. Inga underarter finns listade i Catalogue of Life.